# Groessen
Groessen (Liemers: Groesse) is een Liemers dorp in de gemeente Duiven, in de Nederlandse provincie Gelderland. De plaats telt 2.000 inwoners (1 januari 2023), die Groessenaren worden genoemd. Groessen is een dorp gelegen op een oeverwal van de Rijn. Het heeft de structuur van een lintdorp met karakteristieke lintbebouwing.
De bodem in het gebied rond het dorp bestaat uit goed vochthoudende kalkrijke zavel- en kleigronden. Deze vruchtbare stroomruggronden zijn zeer geschikt voor de land- en tuinbouw. We vinden er bedrijven met fruitteelt, vollegrondgroenteteelt, glastuinbouw en boomkwekerijen. De fruittelers en tuinbouwers zijn vooral specialisten of produceren voor de lokale bevolking.
Door het dorp loopt de Betuweroute, waar voor deze werd aangelegd fel tegen was geprotesteerd door de inwoners. Sinds 2010 dreigt Groessen opnieuw aangetast te worden, ditmaal door de verlenging van de snelweg A15 van knooppunt Ressen naar A12.
In Groessen staat de Sint-Andreaskerk, een katholieke kerk die gewijd is aan de heilige Andreas.

## Etymologie
De naam Groessen is afgeleid van groeze of groes, dat kwelder of grasland betekent. Oude schrijfwijzen van de plaatsnaam zijn; Gruosna, Grosnen en Grussen.

## Buurtschappen
Buiten de dorpskern van Groessen liggen een aantal buurtschappen;
- Het Leuven
- De Aa
- Helhoek
- Olden Hoek
- De Terp

## Geschiedenis
Bij Groessen zijn archeologische vondsten gedaan waaruit afgeleid kon worden dat hier vanaf ongeveer 1700 voor Christus (late IJzertijd en Romeinse tijd) permanente bewoning door landbouwers en veehouders was. Het huidige dorp is ontstaan in de Karolingische tijd.
Het bestaan van het dorp Groessen, werd voor het eerst genoemd in een in het Latijn gestelde giftbrief van graaf Rotgarius van 23 maart 838. De vermelding luidt: 'Villa Gruosna in pago Leomericke', wat wordt vertaald als: nederzetting Groessen in de landstreek (gouw) Liemers. De oorkonde was verleden in Thuvine (Duiven) en opgemaakt door Albericus Alphiricus die van 838-845 bisschop van Utrecht was. In de brief schonk graaf Rotgarius onroerend goed aan de kerk Sint Maarten in Utrecht. De schenking bevatte onder andere onroerend goed in villa Gruosna waaronder een kerkje en een curtis waar een dominus zetelde. Rotgarius ontving ander onroerend goed in ruil en de kerk ontving een vast inkomen van de bisschop.
Het kerkje behoorde vanaf 970 toe aan het Sticht Elten gelegen op de Eltenberg in Hoog-Elten. Het heeft gestaan in de omgeving van boerderij 'De Weem' aan de Weemstraat. De Utrechtse bisschop Andries van Cuijk verhefde Groessen in 1138 tot een zelfstandige parochie. Omstreeks 1175 werd de Sint-Andreaskerk gebouwd. Het tufstenen gedeelte van de kerktoren is hiervan nog overgebleven. De kerk werd in de loop der eeuwen steeds aangepast en vergroot.
Er bestaan sterke vermoedens dat de tempeliers in Groessen een onderkomen hadden of bezittingen hebben gehad. Belangrijke aanwijzingen hiervoor zijn onder andere in een ambtatlas uit 1735 genoemd, een voor die tijd ongewoon groot perceel van 11 morgen en 22 roeden, met de naam 'Der Tempel' en andere naamgevingen in deze omgeving die verwijzen naar Palestina, zoals Heilig Land en Hof Emmaüs. Ook draagt een beschrijving van pastoor Jacob Vallick in zijn 'Ouwe Kerckenboeck' uit 1559 bij aan het vermoeden. Hierin beschreef hij dat tijdens de bouw van de nieuwe pastorie (wedem of weem) restanten van sarcofagen waren aangetroffen, waarin geraamten lagen in harnas met zwaard aan hun zijde. Daarnaast is bekend dat in 1276 de pastoor van Groessen, Steven van den Boetzelaer, 38 stuivers als bijdrage aan de kruistochten gaf, waarmee het dorp een relatief groot bedrag hieraan bijdroeg.
Halverwege de 12e eeuw werd er begonnen met dijkaanleg. In de eeuwen daaropvolgend zouden er vele dijkdoorbraken plaatsvinden. In 1799 verdween hierdoor vrijwel geheel Leuven.
Al vanaf 1542 vindt er in Groessen jaarlijks een kermis, kerkmis en jaarmarkt plaats.
In 1567 werd op het kerkhof in Groessen naast de school en het schoolmeesterhuis een armenhuis gebouwd voor de huisvesting van drie arme alleenstaande vrouwen. Dit vond plaats met instemming van de inwoners van Groessen tijdens het pastoraat van pastoor Jacob Vallick en de kerkmeesters Reinder Noerinck, Roeloff van Heeckeren en Jan Aelst. Van de vrouwen in het armenhuis werd verwacht dat ze vroom leefden en de gemeenschap zo veel mogelijk dienden.
Vanaf 1790 werd begonnen met de bouw van de huidige pastorie. In de loop van de tijd waren er aan de pastorie veel bouwkundige aanpassingen aangebracht. De pastorie staat nu op de gemeentelijke monumentenlijst. Van 1895 tot 4 oktober 1936 had Groessen langs de Rhijnspoorweg een eigen treinstation Halte Groessen. In 1904 werd uit de erfenis van vrijgezel landbouwer Jan Wolters het Sint-Antoniusgesticht gebouwd – een zusterhuis, bewaarschool, meisjesschool en een gesticht voor oude vrouwen en mannen. Nu is hier een garagebedrijf in gehuisvest.
Na de Eerste Wereldoorlog kwamen veel kinderrijke gezinnen van Huissen naar Groessen, waardoor het inwoneraantal sterk groeide en het dorp een tuinbouwgebied werd met veel kassen. Deze migratie van gezinnen werd mede mogelijk door de strenge winter van 1928-1929. Hierdoor was de Nederrijn dichtgevroren, waardoor veel gezinnen uit Huissen te voet en met voertuigen de oversteek konden maken. Velen van hen vestigden zich met hun bedrijf buiten de dorpskern met name langs de Lijkweg.
Op 1 mei 1924 werd in Groessen een nieuwe school, bij de splitsing van de Leuvense- en Achtergaardsestraat, geopend. Deze openbare school werd op 1 juni 1926 overgedragen aan het kerkbestuur, die haar als jongensschool voortzette. Dit gebouw werd in de loop der tijd een paar maal verbouwd. In 1969 werden de jongens- en meisjesschool samengevoegd. In 1976 werd het pand van de Sint-Johannesschool geopend zoals we dat nu kennen. In 1948 werd de lagere tuinbouwschool geopend. Het gebouw dient nu onder andere als dorpshuis.
De Tweede Wereldoorlog werd in het dorp direct merkbaar in de nacht van 10 mei 1940, wanneer grote aantallen Duitse vliegtuigen overvlogen. Een onafzienbaar leger Duitse soldaten trok de grens over naar Westervoort. Na het opblazen van de brug bij Westervoort ontstond een file van Duitse oorlogsvoertuigen tot Emmerik. Op dinsdag 19 september 1944 werd een aantal Amerikaanse vliegtuigen boven de omgeving van Groessen aangevallen door Duitse jagers, waarbij vijf Amerikaanse jagers werden neergeschoten en twee Duitse jagers. Twee inwoners van het dorp, de broers Jan en Piet Meuwsen, 23 en 17 jaar, die schuilden voor het luchtgevecht onder een duiker, niet ver van een neergestort Duits toestel, werden door Duitse SS-soldaten in de uiterwaarden gefusilleerd. Op zaterdag 18 en zondag 19 november 1944 moesten de inwoners evacueren, vrijwel het hele dorp evacueerde naar Varsseveld. Op dinsdag 3 april 1945 sloeg de vijand op de vlucht en verliet hij het gebied. Bij terugkomst troffen de inwoners een leeggeroofd en troosteloos dorp aan.
In 1959 telde Groessen ongeveer 2000 inwoners, evenals het dorp Duiven. Duiven is in de jaren 70 van de vorige eeuw aangewezen als groeigemeente. Na 1986 waren er in Duiven een aantal nieuwe wijken gebouwd. Groessen heeft anno 2023 nog steeds ongeveer 2000 inwoners.

## Politiek
Het dorp had tot 2010 een eigen politieke partij zitting in de gemeenteraad van Duiven; Lijst Groessen. Deze partij was tot 2010 met twee leden vertegenwoordigd in de gemeenteraad, daarna ging ze op in de nieuwe partij Lokaal Alternatief.

## Bezienswaardigheden
In het dorp Groessen zijn een aantal bezienswaardigheden:
- Sint-Andreaskerk
- Sint-Antoniusgesticht
- De Beerenclaauw
- Huis Rijswijk
- Boerderij Klein Rijswijk
- De Welvaart
- De Maalderij
- Dorpspomp
- Muziekkoepel
- Gemaal Kandia
- De Mammoet
- Heilig Hartbeeld

## Natuur
Het dorp grenst aan twee natuurgebieden die samen deel uitmaken van de Gelderse Poort. Ten zuiden het uiterwaardengebied Rijnstrangen met langs de Leuvensedijk de Jezuïetenwaai en ten zuidwesten de Loowaard met aan de Loodijk het voormalig natuurzwembad 'De Waai'.

## Cultuur en sport

### Verenigingsleven
Gezien het inwoneraantal heeft het dorp een groot verenigingsleven.
Verenigingen;
- Jongerensoos 'Rinoceros'
- Carnavalsvereniging 'De Deurdreiers'
- Scouting Groessen
- Kindercomité Groessen

Muziekverenigingen;
- Showband K.D.O.
- r.k. Muziekvereniging St. Andries (harmonie)
- Schutterij EMM Groessen
- Herenkoor Groessen

Sportverenigingen;
- Sportclub Groessen
- Judo vereniging Groessen
- Schietvereniging Irene

### Evenementen
Carnaval
Tijdens carnaval organiseert carnavalsvereniging De Deurdreiers op zaterdag, zondag en maandag een carnavalsfeest met op zondag een carnavalsoptocht. In januari wordt er op twee avonden een pronkzitting gehouden.
Koningsdag
Jaarlijks organiseert het Kindercomité met Koningsdag een vrijmarkt met verschillende activiteiten voor kinderen, waaronder een optocht van versierde fietsen en ballonenwedstrijd.
Processie
Tot 2018 werd jaarlijks op Trinitatis, de eerste zondag na Pinksteren, een sacramentsprocessie gehouden, in Groessen ook wel bekend als de Groessense omdracht.
Schuttersfeest en kermis
Elke derde zondag in september wordt jaarlijks een schuttersfeest en kermis gevierd. Op zaterdag wordt het schuttersfeest gevierd en zondag, maandag en dinsdag de kermis. Traditioneel wordt het schuttersfeest voorafgegaan door de zogenaamde 'Schuttersmis' in de Sint-Andreaskerk.
Feestweek Groessen
Sinds 1993 organiseert showband K.D.O. jaarlijks in de maand oktober een feestweek waarbij een vlooienmarkt, maisfeest, gerstfeest en kindermiddag vaste onderdelen zijn.
Intocht van Sinterklaas
Ieder jaar brengt Sinterklaas een bezoek aan het dorp.

## Geboren of woonachtig (geweest)
- Jan Baldewijn van Hugenpoth tot den Berenclaauw (1776-1850), Nederlands bestuurder, militiecommissaris en burgemeester van Boxmeer
- Pieter Johannes de Booijs (1898-2003), fotograaf en verzetsstrijder tijdens de Tweede Wereldoorlog
- Tom Bramel (2005), voetballer

## Trivia
- Door het dorp loopt het langeafstandswandelpad de Klompenweg
- Groessen heet tijdens carnaval Deurdreiersdarp